# Patience (jeu)
Pour les articles homonymes, voir Patience (homonymie).
 (juillet 2015).
Si vous disposez d'ouvrages ou d'articles de référence ou si vous connaissez des sites web de qualité traitant du thème abordé ici, merci de compléter l'article en donnant les références utiles à sa vérifiabilité et en les liant à la section « Notes et références ».

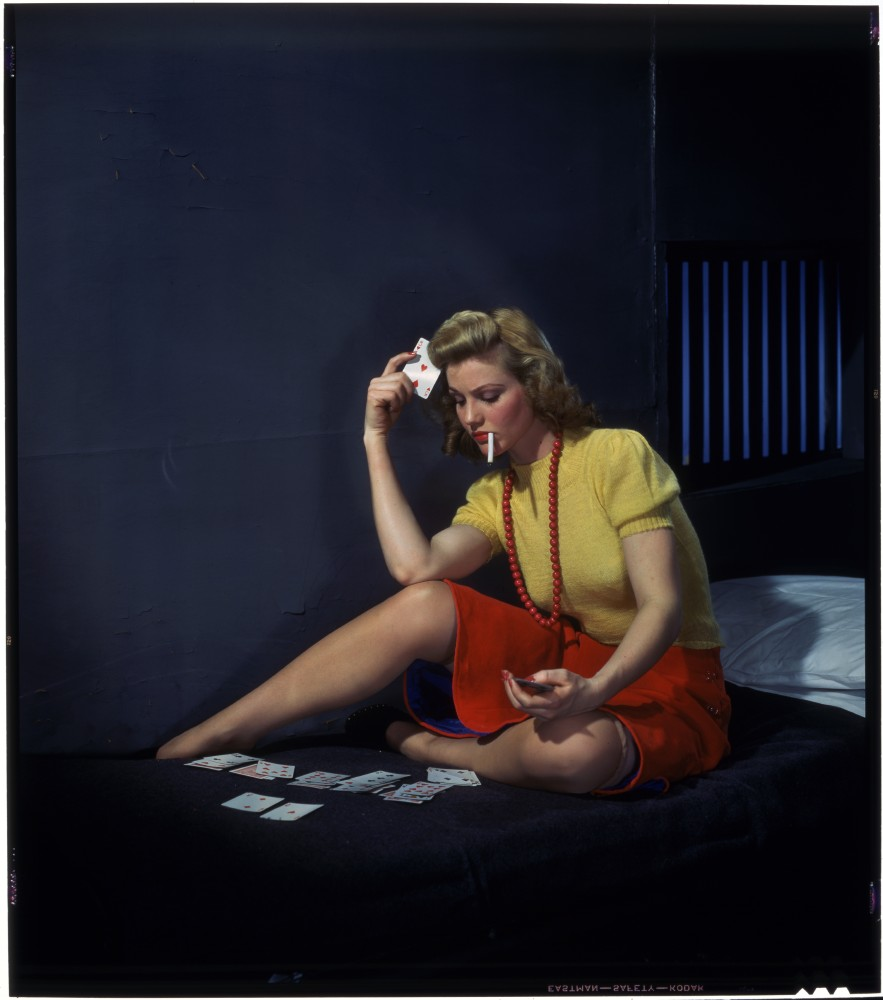
Femme faisant une patience

Une patience, ou une réussite, est un jeu à un seul joueur utilisant des cartes à jouer.

## Historique
La première trace de l'utilisation du mot patience dans le sens d'un jeu de cartes est attribuée à Stendhal. Dans le troisième tome de son Journal, à la date du 9 juillet 1811, il écrit : « Elle a fait une patience pour voir si je me marierais. »,
Les patiences connaissent un essor particulier au XIXe siècle, avec la parution de nombreux ouvrages sur le sujet, en particulier celui de la marquise de Fortia en 1842.

## Règle du jeu
Le principe d'une patience est souvent le suivant : à partir d'un placement désordonné, le joueur doit reconstruire un certain ordre, par exemple des séries de cartes d'une même couleur.

### Information complète
Toutes les cartes sont visibles au départ. Le hasard de la distribution n'intervient que dans la création de la configuration de départ. Le joueur dispose de toutes les informations.
Exemple : FreeCell

### Information incomplète
Certaines cartes sont cachées sous d'autres cartes ou dans un paquet qui sera distribué au cours du jeu.
Exemple : Solitaire